# Gethsemane (The X-Files)
«Gethsemane» es el vigésimo cuarto y último episodio de la cuarta temporada de la serie de televisión estadounidense de ciencia ficción The X-Files. Se estrenó en la cadena Fox el 18 de mayo de 1997. Fue dirigido por R. W. Goodwin y escrito por el creador de la serie Chris Carter. «Gethsemane» contó con apariciones especiales de Charles Cioffi, Sheila Larken y Pat Skipper, y presentó a John Finn como el personaje recurrente de Michael Kritschgau. El episodio ayudó a explorar la mitología general o la historia ficticia de The X-Files. «Gethsemane» obtuvo una calificación Nielsen de 13,2, siendo visto por 19,85 millones de personas en su transmisión inicial.
El programa se centra en los agentes especiales del FBI Fox Mulder (David Duchovny) y Dana Scully (Gillian Anderson) que trabajan en casos relacionados con lo paranormal, llamados expedientes X. En el episodio, a Mulder se le muestra evidencia de vida extraterrestre que en realidad puede ser parte de un gran engaño del gobierno diseñado para desviar la atención de los programas militares secretos. Mientras tanto, Scully lucha contra su cáncer ante la hostilidad de su hermano, quien cree que ya no debería estar trabajando.
«Gethsemane» se filmó en uno de los decorados más elaborados y costosos de la serie, que reproduce la cima de una montaña helada dentro de un edificio refrigerado con nieve y hielo reales. El rodaje de las escenas exteriores tuvo lugar en el Monte Seymour de Vancouver, justo una semana antes de la boda de Duchovny. El episodio, que Carter ha descrito como una reflexión sobre «la existencia de Dios», ha recibido respuestas mixtas de los críticos, y su final en suspenso se cita con frecuencia como su principal defecto.

## Argumento
El episodio comienza in medias res con la policía investigando un cadáver en el apartamento del agente del FBI Fox Mulder (David Duchovny). Dana Scully (Gillian Anderson) confirma la identidad del cuerpo invisible y se va. Posteriormente aparece ante un panel del FBI dirigido por el jefe de sección Scott Blevins (Charles Cioffi), revisando su trabajo con Mulder en los expedientes X.
En las montañas San Elias de Canadá, un equipo de expedición descubre un cuerpo extraterrestre congelado. El profesor Arlinsky, el líder del equipo, envía muestras de núcleos de hielo que contienen presumiblemente ADN extraterrestre a Mulder. Scully hace analizar las muestras y confirma el origen no terrestre del ADN, pero es atacada por un hombre que roba las muestras. Scully se entera de que su atacante es Michael Kritschgau (John Finn), un empleado del Departamento de Defensa. Cuando rastrea a Kritschgau y lo sostiene a punta de pistola, él revela que podría morir.
Mientras tanto, Arlinsky regresa a las montañas con Mulder, pero descubren que la mayoría de los miembros de la expedición han sido asesinados a tiros. El único sobreviviente es un hombre llamado Babcock, quien revela que ha salvado el cadáver alienígena del robo enterrándolo. Juntos, los tres hombres llevan el cadáver a los Estados Unidos. Allí, Mulder y Arlinsky realizan una autopsia al cadáver, creyendo que pertenece a un extraterrestre genuino. Después de que Mulder se va para encontrarse con Scully, un misterioso asesino, Scott Ostelhoff, llega y mata a Arlinsky.
Scully le presenta a Mulder a Kritschgau, quien afirma que todo lo que Mulder cree que sabe sobre extraterrestres es mentira. Él le dice que la abducción de su hermana fue inventada, que todas las pruebas de biología alienígena son meras anomalías científicas y que el cuerpo alienígena que acaba de examinar era falso. Kritschgau afirma que todo el mito alienígena es un engaño perpetrado por el gobierno de los Estados Unidos como tapadera para las actividades del complejo industrial-militar. Mulder rechaza estas afirmaciones.
Mulder encuentra a Arlinsky y Babcock muertos, sin el cuerpo del alienígena. Scully le dice que Kritschgau le dijo que le dieron cáncer para hacerle creer. Mulder, angustiado, se sienta en su apartamento viendo una conferencia sobre la vida extraterrestre en la televisión. La narración regresa al presente, donde Scully le revela al panel que Mulder murió la noche anterior de una aparente herida de bala autoinfligida en la cabeza.

## Producción

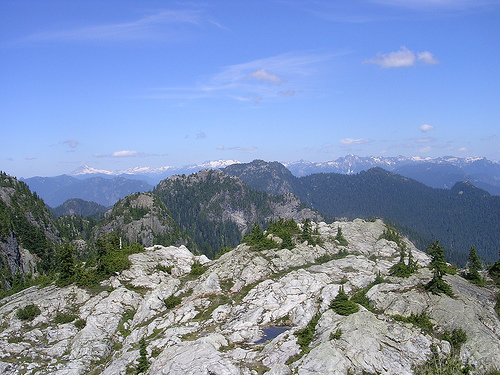
Las tomas exteriores del episodio se filmaron en el Monte Seymour de Vancouver.

Las cavernas heladas que aparecen en el episodio se construyeron dentro de un almacén que anteriormente se había utilizado para almacenamiento en frío; y requirió el uso de camiones cargados de madera y 930 metros cuadrados (10 010,4 ft²) de espuma de poliestireno. El set se convertiría en uno de los más caros y elaborados construidos durante la historia de la serie. El conjunto requería una temperatura constante de −29,4 grados Celsius (−20,9 °F) para mantener la nieve y el hielo reales que se usaban para decorarlo. Esta refrigeración permitió que la respiración de los actores se empañara visiblemente y permitió que el elenco «tenga un lugar que se siente real» para ayudar en su actuación.
Las escenas al aire libre se filmaron alrededor del Monte Seymour de Vancouver, con condiciones climáticas que dificultaron el rodaje como para requerir un día adicional de trabajo. La producción del episodio tuvo lugar solo una semana antes de la boda de David Duchovny, con su prometida Téa Leoni visitando el set durante la filmación. El primer corte del episodio fue de doce minutos demasiado largo, lo que resultó en la eliminación de algunas de las escenas en las montañas. El creador de la serie, Chris Carter, reeditó todo el episodio dos días antes de su emisión.
Carter ha descrito «Gethsemane» como un «episodio de grandes ideas», y señaló que su principal preocupación es debatir «la existencia de Dios». El título del episodio es una alusión al jardín bíblico de Getsemaní donde Jesús fue traicionado por Judas Iscariote. El personaje Michael Kritschgau lleva el nombre de un ex profesor de teatro de Gillian Anderson. El lema de este episodio es «Believe the lie» (cree la mentira), cambiado del habitual «The truth is out there». Este episodio marca la primera aparición de uno de los hermanos de Scully desde un flashback en el episodio de la segunda temporada «One Breath». El jefe de sección Scott Blevins hace su primera aparición desde el cuarto episodio de la primera temporada, «Conduit».

## Recepción

### Audiencia
«Gethsemane» se estrenó en la cadena Fox el 18 de mayo de 1997. El episodio obtuvo una calificación Nielsen de 12,7 con una participación de 19, lo que significa que aproximadamente el 12,7 por ciento de todos los hogares equipados con televisión y el 19 por ciento de los hogares que miraban televisión sintonizaron el episodio. Un total de 19,85 millones de espectadores vieron este episodio durante su emisión original.

### Reseñas
«Gethsemane» recibió críticas mixtas a positivas de los críticos. Lon Grahnke de Chicago Sun-Times reaccionó positivamente hacia el episodio y lo calificó como un final de temporada «impresionante». Paula Vitaris, escribiendo para Cinefantastique, calificó a «Gethsemane» con dos estrellas de cuatro, señalando que «oculta tanta información que apenas califica como un episodio completo». Vitaris sintió que el alto grado de ambigüedad en el guion del episodio dejó las actuaciones de los actores «curiosamente neutrales», y agregó que el elenco «lucha valientemente» con el material. Escribiendo para The A.V. Club, Zack Handlen calificó el episodio con una B+ y señaló que «todo aquí suena familiar». Handlen sintió que la premisa y el final del episodio se ejecutaron de manera deficiente, ya que «tratar de equilibrar las posibles verdades mientras se mantiene la plausibilidad de ambas es increíblemente difícil de lograr en un programa de larga duración», y agregó que el episodio «se reduce en el único lado de la cerca dónde realmente podría», dado que «ha habido demasiadas escenas de cazarrecompensas que cambian de forma y curanderos extraterrestre místicos como para dejar que esta idea se desarrolle de una manera real». Robert Shearman y Lars Pearson, en su libro Wanting to Believe: A Critical Guide to The X-Files, Millennium & The Lone Gunmen, calificó el episodio con cuatro estrellas de cinco, y señaló que si bien «intenta hacer demasiado», «tiene una pasión detrás que lo hace apasionante». Shearman y Pearson sintieron que el final de suspenso del episodio, centrado en la aparente muerte de Mulder, era demasiado increíble, y señalaron que estaría fuera de lugar que él se desilusionara tanto como para quitarse la vida. En el Maratón de Acción de Gracias de FX de 1999, que contenía episodios seleccionados por los fanáticos, «Gethsemane» (junto con «Redux» y «Redux II») se presentó como el «Mejor episodio de mitología».
El episodio generó especulaciones sobre si Mulder estaba realmente muerto o no. Un artículo en el Wall Street Journal discutió las teorías de los fanáticos detrás de la locura de Mulder, mientras que una caricatura se publicó en The New Yorker unas semanas después en torno a la «muerte» de Mulder.  El creador de la serie, Chris Carter, señaló que «toda la trama de “Gethsemane” giraba en torno a un engaño, pero en realidad hay grandes revelaciones en este programa. Y es increíble que podamos hacer que la gente crea que Mulder realmente podría matarse a sí mismo porque le robaron su sistema de creencias». UGO Networks incluyó el episodio en el número 21 en una cuenta regresiva de «Los mejores finales de temporada de la televisión», y señaló que «sacudió el núcleo de toda la mitología de la serie». John Moore, de Den of Geek, consideró que el episodio fue «uno de los mejores finales de temporada» de la serie, y señaló que «terminó sacando completamente la alfombra de debajo de los fanáticos». Moore enumeró al personaje de Michael Kritschgau como el séptimo mejor villano de la serie, y agregó que sacudió «lo que sabíamos sobre el programa hasta su esencia» al «alimentar una semilla de duda que había estado jugando en la mente de Mulder durante toda la temporada».